# Eisentrauts Waldspitzmaus
Nicht zu verwechseln mit Eisentrauts Spitzmaus (Crocidura eisentrauti).

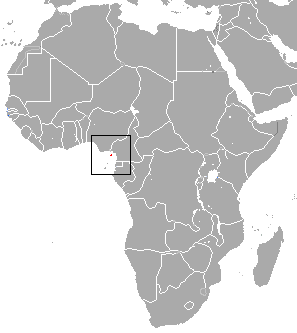
Verbreitungsgebiet von Eisentrauts Waldspitzmaus

Eisentrauts Waldspitzmaus (Myosorex eisentrauti) ist ein auf der afrikanischen Insel Bioko endemisches Säugetier in der Familie der Spitzmäuse. Populationen in Kamerun zählen nicht mehr zu dieser Art und sind als eigenständige Arten anerkannt.
Die Art ist nach dem deutschen Zoologen Martin Eisentraut benannt.

## Merkmale
Erwachsene Exemplare sind ohne Schwanz 71 bis 82 mm lang, die Schwanzlänge beträgt 37 bis 42 mm und das Gewicht variiert zwischen 12 und 15 g. Die Art hat 12 bis 13,5 mm lange Hinterfüße und 6 bis 7 mm lange Ohren. Die Haare des oberseitigen Fells sind grau an den Wurzeln und dunkelbraun bis kastanienbraun an den Spitzen, was ein fast schwarzbraunes Aussehen erzeugt. Unterseits ist das Fell ähnlich gestaltet, jedoch etwas heller. Typisch für die dunkelbraunen Füße sind dunkle Schuppen, dunkle Haare und scharfe Krallen. Der behaarte Schwanz ist einheitlich dunkelbraun. Andere Kennzeichen sind hakenförmige obere innere Schneidezähne und bei Weibchen vier paarig angeordnete Zitzen auf der Brust.

## Verbreitung und Lebensweise
Die Art kommt nur im hohen Bergland der zu Äquatorialguinea gehörenden Insel Bioko vor. Sie hält sich über 2000 Meter Höhe in feuchten tropischen Bergwäldern und auf Bergwiesen auf. Eisentrauts Waldspitzmaus entspricht im Verhalten vermutlich anderen Gattungsmitgliedern.

## Gefährdung
Die Ausweitung menschlicher Siedlungen und Nutzflächen in höhere Regionen bedroht den Bestand. Schätzungsweise ist das Verbreitungsgebiet nicht größer als 50 km². Die IUCN listet Eisentrauts Waldspitzmaus als vom Aussterben bedroht (critically endangered).